# Snaargalvanometer

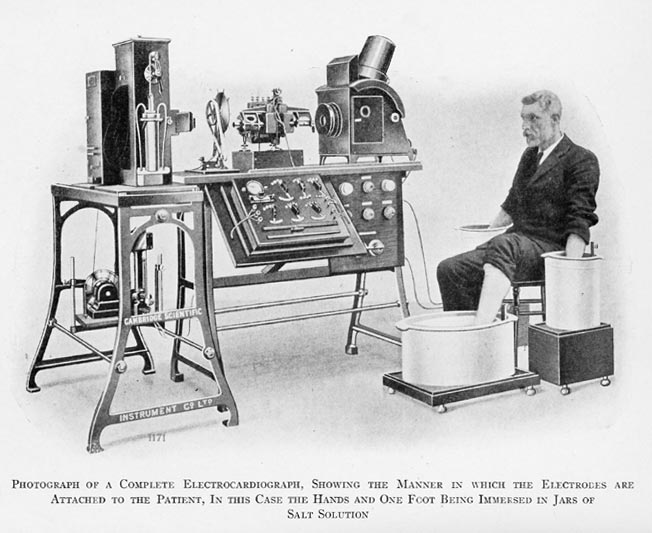
Opstelling snaargalanovometer (latere uitvoering)

De snaargalvanometer was een van de eerste instrumenten die de zeer kleine stroomschokjes die het menselijke hart produceert, kon detecteren en registreren. Dit medische instrument, in 1901 uitgevonden door de Nederlandse arts Willem Einthoven, wordt gezien als de voorloper van de moderne elektrocardiograaf.

## Historie
Reeds voor Einthovens tijd was het bekend dat de hartslag gepaard ging met kleine elektrische stroompjes. Kleine gespecialiseerde cellen in het hart geven deze kleine stroomschokjes af en zorgen ervoor dat hart precies op het juiste moment samentrekt. Ook op andere plaatsen in het menselijk lichaam zijn de schokjes voelbaar, maar de kracht hiervan is echter veel kleiner waardoor een zeer gevoelige ampèremeter noodzakelijk is.
Rond 1893 was Willem Einthoven reeds begonnen met het registreren van de hartactiviteit. Voor dit doel gebruikte hij de capillaire elektrometer van Gabriel Lippmann, maar ondanks de verbeteringen die Einthoven op dit toestel doorvoerde bleef het werken ermee te omslachtig. Deze meter registreerde de hartactiviteit namelijk niet rechtstreeks. De hartslag was alleen te achterhalen door ingewikkelde wiskundige berekeningen op de meetresultaten uit te voeren.
Op zoek naar een beter meetinstrument kwam Einthoven in aanraking met de draaispoel galvanometer van Deprez en d’Arsonval. Ook deze galvanometer was echter niet gevoelig genoeg om de zeer zwakke elektrische stroompjes te kunnen meten. Volgens Einthoven kon dit slechts op één manier gerealiseerd worden: hoe minder windingen op de spoel, des te beter het instrument aan zijn doel beantwoordde. En het kleinste aantal windingen was niet één, maar een halve winding ofwel een rechte draad in plaats van een spoel. Hoewel Einthoven nu het principe doorhad, zou het tot 1903 duren voordat hij tijdens een lezing aan de Koninklijke Nederlandse Academie van Wetenschappen kon mededelen dat hij in Leiden een werkende snaargalvanometer had gebouwd.

## Constructie
Om de gevoeligheid ervan voor het geleiden van de elektrische stroom van het hart te vergroten gebruikte Einthoven een zeer lange en dunne snaar – die een bijna verwaarloosbare massa bezit. Verticaal gespannen tussen twee krachtige elektromagneten met een wigvormig uiteinde, zal deze snaar een zijwaartse beweging ondergaan die evenredig is met de stroomsterkte erdoorheen. Met een gevoelige microscoop werd de uitslag van de snaar gemeten. Pas in 1910 zou de mogelijkheid gevonden worden om de elektrische hartprikkel vast te leggen op een draaiende rol fotografisch papier.
De draden werden door Einthoven zelf gemaakt van kwartsglas. Om een voldoende dunne en lange snaar te maken schoot hij een halfgesmolten glasdruppel met een pijl-en-boog weg. De op deze wijze verkregen snaren van slechts 2 micrometer dik kon Einthoven met moeite terugvinden in zijn laboratorium. Deze kwartsdraden werden vervolgens verzilverd om ze elektrisch geleidend te maken. De bewegingen van de 13 cm lange verzilverde kwartsdraad, uitgespannen in een elektromagnetisch veld van 22.000 gauss werden 400 keer vergroot geprojecteerd op een valcamera. Deze bevatte een fotografische plaat die met een constante snelheid bewoog.
De originele snaargalvanometer had watergekoelde elektromagneten. Er waren vijf mensen nodig om hem te bedienen en hij woog 300 kg. Hierdoor kon het instrument niet verplaatst worden en moesten de patiënten naar het instrument gebracht worden. Maar omdat de patiënten vaak te verzwakt waren om naar het fysiologisch laboratorium te komen bedacht Einthoven nog iets nieuws: het telecardiogram. Via een telefoonlijn werden de in het ziekenhuis gemeten elektrische hartstromen, over een afstand van 1,5 km, doorgestuurd naar zijn laboratorium waar het elektrocardiogram werd geregistreerd. Het eerste telecardiogram werd op 22 maart 1905 opgenomen.
De ontwikkeling van de snaargalvanometer werd door het Karolinska Mediko Kirurgiska Institut in Zweden in 1924 gewaardeerd met de Nobelprijs.

## Elektrocardiogram
Uit de 'hartfilmpjes', zoals de zwart-witopnames al snel in de volksmond werden genoemd, waren zoveel hartaandoeningen af te leiden dat dit meetinstrument een grote rol ging spelen in het medisch onderzoek. Door de ingewikkelde constructie was het echter niet geschikt voor massaproductie waardoor het meer dan 10 jaar duurde voordat dit instrument op grote schaal beschikbaar was.

## Trivia
- De oorspronkelijke uitvinding van Willem Einthoven is te bezichtigen in Rijksmuseum Boerhaave te Leiden.